# Georges Davy

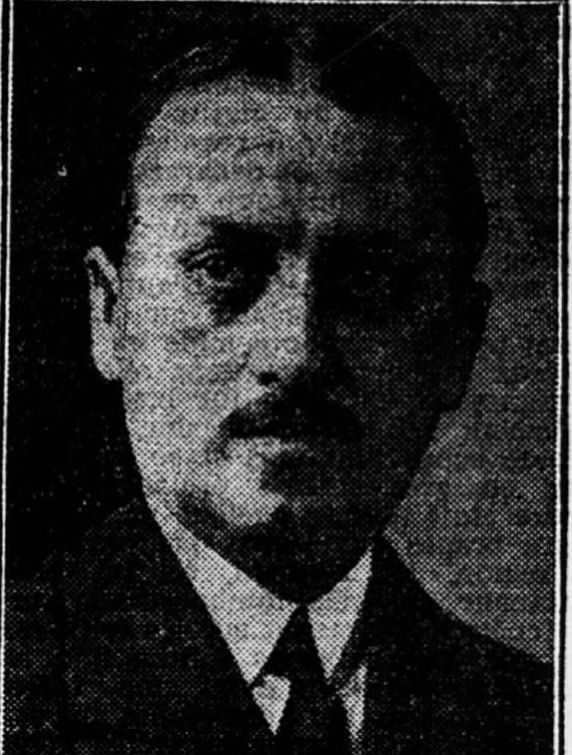
Georges Davy

Georges Davy (geb. 31. Dezember 1883 in Bernay (Eure); gest. 27. Juli 1976 in Coutances (Manche)) war ein französischer Soziologe. Er war Student und Schüler von Émile Durkheim (1858–1917).

## Leben und Werk
Georges Davy war Professor für Soziologie an der Sorbonne, Mitglied der Académie des sciences morales et politiques, Präsident der Jury der Agrégation de philosophie und Dekan der Faculté des lettres de Paris. Zusammen mit vielen anderen französischen und deutschen Intellektuellen nahm er 1928 am ersten Hochschulkurs in Davos teil.
Zusammen mit Marcel Mauss und Paul Huvelin (1873–1924) betrieb Davy anthropologische Studien über die Ursprünge der Idee des Vertrags. Sein vermutlich bekanntestes Werk ist La foi jurée: étude sociologique du problème du contrat: la formation du lien contractuel (Travaux de l’Année sociologique, 1922), das er dem Gedächtnis an Émile Durkheim (1858–1917) und Lévy-Bruhl (1857–1939) widmete (Hommage d’une vive et respectueuse reconnaissance).
Die Académie royale des Sciences, des Lettres et des Beaux-Arts de Belgique nahm ihn 1955 als assoziiertes Mitglied auf.

## Publikationen
- (Hrsg.) Émile Durkheim: choix de textes avec étude du système sociologique. Les Grands Philosophes. Paris 1911. Digitalisat
- Le droit, l’idéalisme et l’expérience, 1922 Digitalisat
- La foi jurée: étude sociologique du problème du contrat: la formation du lien contractuel, 1922 Digitalisat
- (mit Alexandre Moret) Des clans aux empires; l’organisation sociale chez les primitifs et dans l’Orient ancien. (L’Évolution de l’humanité. Synthèse collective. Sect. 1, 6). La Renaissance du Livre, Paris 1923)
- Éléments de sociologie, 1929.
- Sociologues d’hier et d’aujourd’hui, Librairie Félix Alcan 1931
- (Hrsg.) Leçons de sociologie von Émile Durkheim. 1950.
- Thomas Hobbes et J.J. Rousseau, 1953.
- L’homme; le fait social et le fait politique, 1973 (Review)